# Saint-Bauzille-de-la-Sylve
Saint-Bauzille-de-la-Sylve là một xã thuộc tỉnh Hérault trong vùng Occitanie phía nam nước Pháp.